# Estollo
Estollo è un comune spagnolo di 122 abitanti situato nella comunità autonoma di La Rioja.